# L'ammore
L'ammore è un singolo del cantautore italiano Gigi D'Alessio, in duetto con Fiorella Mannoia, pubblicato il 18 ottobre 2019 dalla Sony Music.

## Tracce
1. L'ammore (feat. Fiorella Mannoia) – 3:47